# Малинова вулиця (Житомир)
Малинова вулиця — вулиця в Корольовському районі міста Житомир.

## Розташування
Знаходиться на Мар'янівці. Бере початок від 1-го Мар'янівського провулка. Прямує на північний захід. Закінчується глухим кутом перед гаражним кооперативом «Восход». Перетинається з 1-м Транзитним провулком. Перехрестям з Малиновою вулицею завершуються 2-й та 3-й Транзитні провулки, бере початок Іршанський провулок. 

## Історія
Вулиця вникла на вільних від забудови землях після Другої світової війни. Станом на 1968 рік являла собою дорогу, забудова обабіч якої переважно відсутня. До 1995 року була безіменною. У 1995 році отримала чинну назву.